# Philonthus sanguinolentus
Philonthus sanguinolentus är en skalbaggsart som först beskrevs av Johann Ludwig Christian Gravenhorst 1802.  Philonthus sanguinolentus ingår i släktet Philonthus, och familjen kortvingar. Arten är reproducerande i Sverige.